# Gornja Koprivna
Gornja Koprivna är ett samhälle i Bosnien och Hercegovina.   Det ligger i entiteten Federationen Bosnien och Hercegovina, i den nordvästra delen av landet, 230 km nordväst om huvudstaden Sarajevo. Gornja Koprivna ligger 408 meter över havet och antalet invånare är 4 600.
Terrängen runt Gornja Koprivna är platt söderut, men norrut är den kuperad.Runt Gornja Koprivna är det ganska tätbefolkat, med 93 invånare per kvadratkilometer.. Närmaste större samhälle är Cazin, 5,0 km söder om Gornja Koprivna. 
Omgivningarna runt Gornja Koprivna är en mosaik av jordbruksmark och naturlig växtlighet.